# Amine Limem
Amine Limem, né le 26 juillet 1993, est un acteur et chroniqueur tunisien.
Fils de l'actrice Houyem Rassâa, il commence sa carrière comme youtubeur et chroniqueur de l'émission Dimanche tout est permis diffusée sur El Hiwar El Tounsi.

## Filmographie

### Cinéma
- 2018 : Paradis infernal (court métrage) de Skander Amor[2],[3]

### Télévision
- 2020 : Galb El Dhib (ar) de Bassem Hamraoui[2],[4]
- 2021 : 16 16 de Hamdi Jouini[5]
- 2021 : 13 Sharie Gari Baldi d'Amine Chiboub[6]